# Пиротчине (зупинний пункт)
Пиро́тчине — пасажирський залізничний зупинний пункт Конотопської дирекції залізничних перевезень Південно-Західної залізниці.
Розташований біля села Пиротчине Кролевецького району Сумської області на лінії Зернове — Конотоп між станціями Брюловецький (7 км) та Терещенська (7 км). Відстань від станції Київ-Пасажирський — 294 км.
Лінія, на якій розташовано платформа, відкрита 1895 року як складова залізниці Конотоп — Брянськ. Платформа виникла 1931 року.